# Петров, Алексей Петрович (организатор промышленности)
Алексей Петрович Петров (25 февраля 1898 — 28 мая 1973) — организатор промышленности.

## Биография
Алексей Петрович Петров родился в 1898 году. С 1912 по 1917 год работал наборщиком в типографии Товарищества «Конкурент». В 1917 году принимал участие в свержении царизма. В 1918 году как доброволец вступил в ряды Красной армии. С 1920 по 1922 год работал в Ташкенте. В 1935 году окончил Ленинградский институт точной механики и оптики. С 1937 по 1938 год был директором Ленинградского института повышения квалификации ИТР НКОП. В 1939 году стал директором Военно-механического института. С 1943 года был директором Ленинградского завода № 278 (ныне ОАО "Электромеханический завод «Заря»). В 1947 году стал первым директором Ленинградского завода № 794 (был переименован в завод «Радиоприбор»).
Возглавлял восстановление завода в послевоенное время. Внёс крупный вклад в переквалификацию и специализацию производства при выпуске радиодеталей для самолетных бомбоприцелов и радиолокационных станций различных задач.
Алексей Петрович Петров умер в 1973 году.

## Награды
- Орден Красной Звезды;
- Три ордена Трудового Красного Знамени;
- Два ордена «Знак Почёта»;
- медали;
- серебряный портсигар с золотой монограммой.